# Volzemer Steine

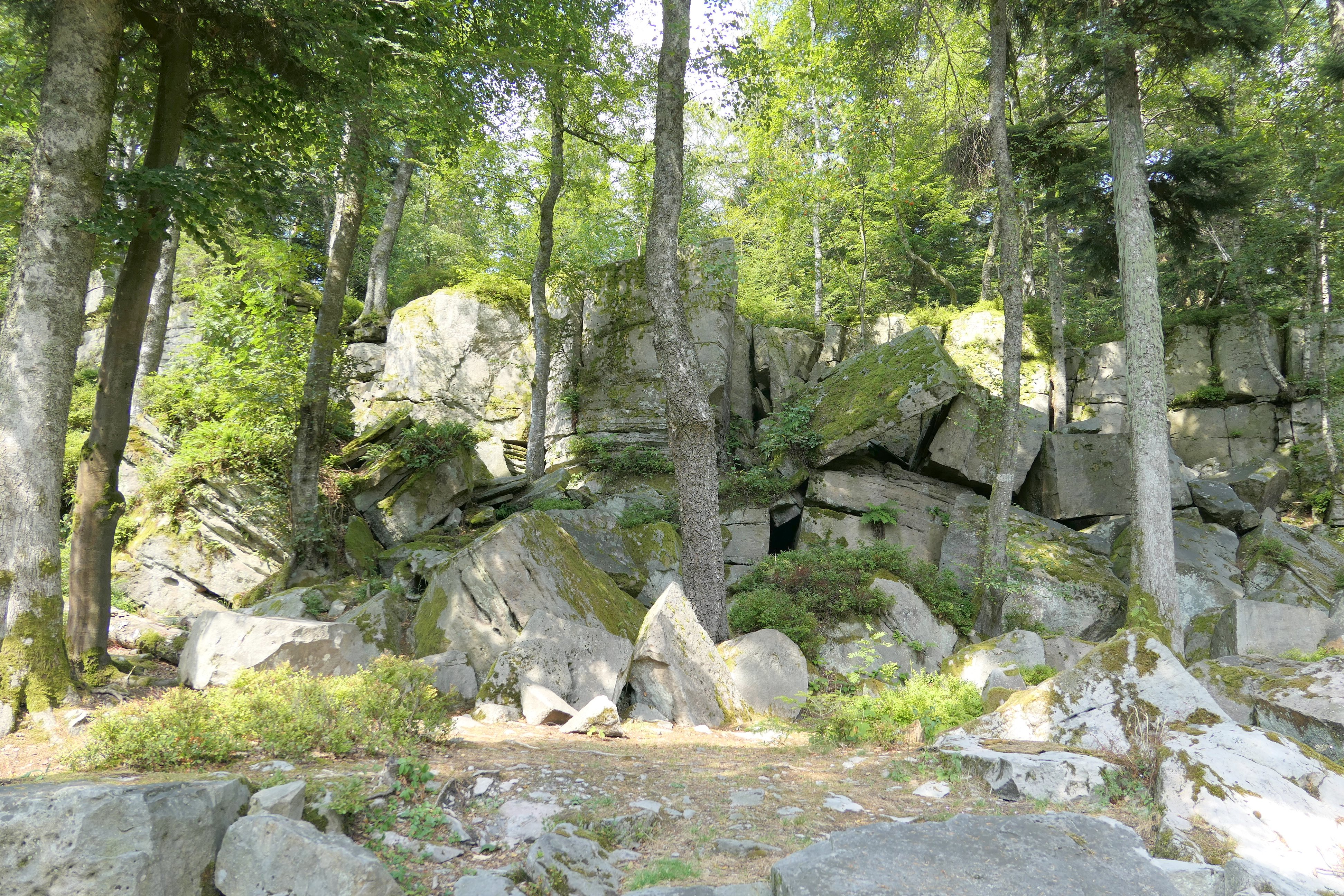
Formation des Großen Volzemer Steins

Die Volzemer Steine (auf einer alten geologischen Karte von Dobel auch als „Champagnersteine“ bezeichnet) sind Blockhalden zwischen dem Dreimarkstein und Dobel. Bis sie 1949 als Naturdenkmal ausgewiesen wurden, nutzte die einheimische Bevölkerung die Felsen als Steinbruch.
Der Große Volzemer Stein (meist einfach Volzemer Stein genannt) liegt direkt am Westweg. Er ist etwa 100 Meter breit und bis zu 10 Meter hoch. Der Kleine Volzemer Stein liegt etwas abseits des Weges im Wald.
Die Felsformation entstand durch die Verwitterung des geschichteten Buntsandsteins, aus dem weichere Gesteinsschichten ausgespült wurden. In Risse drang Wasser ein und sprengte Felsblöcke ab.

Nicht fertiggestellter Mühlstein am Kleinen Volzemer Stein

Aus dem widerstandsfähigen Buntsandstein wurden Mühlsteine und Brunnentröge gefertigt.